# Відродження (видавництво)
ВФ «Відродження», «Видавнича фірма «Відродження» («Publishing firm «Vidrodzhenia» Ltd.) – українське видавництво, м. Дрогобич Львівської області.

## Діяльність
З перших кроків і до сьогодні видавництво виробило своєрідний творчо-видавничий принцип: друкувати те, що було раніше в Україні під забороною, і те, що й тепер вийти не може — книжки, покликані суспільним розвитком, які потрібні для просвіти народу, продовжують тяглість слави України й утверджують її державність, національну ідентичність. Унікальні історичні дослідження — літературні твори, рукописи, документи минувшини України — уся ця спадщина правди через видання видавництва якнайскоріше і якнайповніше йдуть до народу. ВФ «Відродження» свідомо видає у світ комерційно не привабливі книжки, але, які є вкрай необхідними. Частину накладу видань видавництво роздає бібліотекам, інститутам та іншим освітнім та громадським організаціям по всій території України та за її межами. Видавництво займається книготоргівлею та проводить на сьогодні видавничу діяльність, а саме займається літературною та науково-дослідницькою та редакторською роботою над рукописами та стародруками. Спільно з НДІ ім. Д. Донцова при Дрогобицькому ДПУ ім. Івана Франка, створює паперові та електронні оригінал-макети майбутніх видань для подальшої їх передачі до друку в друкарню ПФ «Коло» чи ЛДКФ «Атлас».
З 1990 по 2023 роки видавництвом випущено 378 назви книг загальним накладом 1 млн. 927 тис. примірників.
Видавництво випускає книги як серіями (наприклад, серія «Український модерн», серія «Cogito: навчальна класика», серія «Постаті та ідеї», серія «Вісниківська бібліотека», тощо), так і окремі видання.
Свідоцтво про внесення до Державного реєстру суб'єкта видавничої справи ДК № 1695 від 18.02.2004 р. (перереєстрація).

## Історія
Засновано 17 серпня 1990 року як «Видавничий кооператив «Відродження». Починали із «самвидаву». Перші книжки на патріотичну тематику друкували «підпільно» в Прибалтиці, ще до 1991 року.
Під назвою «Видавнича фірма „Відродження“» зареєстрована в день Архангела Михаїла 21 листопада 1991 р.
12.04.1996 за № 2 новостворене Міністерство у справах преси та інформації України офіційно зареєструвало фірму як видавництво і почало надавати ідентифікатори ISBN з префіксом держави 966 і префіксом видавництва «Відродження» 538.

## Керівництво
Засновниками видавництва стали: Петро Бобик, Олександр Бобик та Василь Іванишин.
Першим головним редактором видавництва працював Василь Іванишин, нині – Ярослав Радевич-Винницький. Коректор — Наталя Мусійчук.
Президент фірми Петро Бобик (1990—2001).
Від 2003 р. директором видавництва є Ігор Бабик (на фірмі з лютого 1993 року).
2003 року фірма була перереєстрована у ТзОВ «Видавнича фірма «Відродження».
Новий склад засновників (від 2015):
- Ольга Бобик